# Українські передові мікротехнології ім. В. О. Хитрика
ТОВ «Українські передові мікротехнології імені В. О. Хитрика» — підприємство оборонно-промислового комплексу України, спеціалізоване на виробництві динамічного захисту для бронетехніки.

## Історія
Компанія була заснована 2017 року. За словами директора підприємства Олександра Гученкова, колектив переважно складався з колишніх спеціалістів ДП «БЦКТ „Мікротек“».
У жовтні 2021 року Мінстратегпром вніс підприємство до реєстру виконавців державного оборонного замовлення.